# Yaylakonak, Adıyaman
Yaylakonak là một thị trấn thuộc thành phố Adıyaman, tỉnh Adıyaman, Thổ Nhĩ Kỳ. Dân số thời điểm năm 2011 là 2.062 người.